# Htin Kyaw

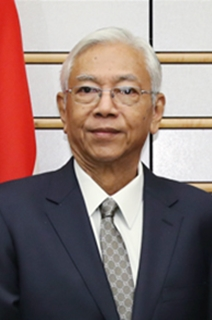
Htin Kyaw (2017)

Htin Kyaw (birmanisch ထင်ကျော်, [tʰɪ̀ɴ tɕɔ̀]; * 20. Juli 1946 in Kungyangon) ist ein myanmarischer Wirtschaftswissenschaftler, Schriftsteller und Politiker. Von März 2016 bis März 2018 war er Staatspräsident seines Landes.
Am 15. März 2016 wählte ihn das myanmarische Parlament als Nachfolger von Thein Sein zum Staatspräsidenten von Myanmar (Birma). Er wurde damit der erste nicht aus den Reihen des Militärs stammende Zivilist an der Spitze des Landes seit mehr als 50 Jahren. Am 21. März 2018 erklärte er seinen Rücktritt.

## Leben

### Ausbildung und Karriere
Htin Kyaw, der den Ethnien der Bamar und der Mon angehört, wurde in der Yangon-Region als Sohn von Min Thu Wun (1909–2004), einem Dichter, Schriftsteller, Gelehrten und späteren Parlamentsabgeordneten, geboren. Er studierte Wirtschaftswissenschaften am Yangon Institute of Economics, wo er 1968 seinen Master machte. Nachdem er für kurze Zeit als Programmierer an der Universität von Rangun gearbeitet hatte, studierte er von 1971 bis 1972 am Institute of Computer Science der Universität London. 1975 erhielt er einen Master of Science in Informatik von der Universität Rangun. 1987 besuchte er außerdem einen Kurs an der Arthur D. Little School of Management in Cambridge (Massachusetts). Seit den 1970er Jahren arbeitete er als Hochschullehrer und im Wirtschaftsministerium von Myanmar, unter anderem als stellvertretender Direktor der Abteilung für Außenhandel und internationale Wirtschaftsbeziehungen. Als das Militärregime 1992 den repressiven Kurs verschärfte, trat er von seinen Ämtern zurück.

### Opposition
Am 22. September 2000 wurde er zusammen mit anderen Aktivisten der Opposition am Bahnhof von Rangun verhaftet, als er der unter Hausarrest stehenden Aung San Suu Kyi helfen wollte, nach Mandalay zu reisen. Anschließend verbrachte er vier Monate im Gefängnis. Ab 2012 gehörte er dem Vorstand der Daw Khin Kyi Foundation an, einer Stiftung, die sich für eine bessere Gesundheitsversorgung, Bildung und die Verbesserung des Lebensstandards der myanmarischen Bevölkerung einsetzt.

### Präsidentschaft
Bereits nach der ersten freien Parlamentswahl und dem Sieg der Partei Nationale Liga für Demokratie (NLD) 2015 hatte er als möglicher Kandidat für das Präsidentenamt gegolten, da die Verfassung von Myanmar der Vorsitzenden der NLD Aung San Suu Kyi dieses Amt aufgrund der britischen Staatsangehörigkeit ihrer zwei Söhne verwehrt. Er gehört ebenfalls der NLD an und gilt als enger Vertrauter von Aung San Suu Kyi, die er bereits seit der Schulzeit kennt.
Am 11. März 2016 wurde er zunächst zu einem der Vizepräsidenten von Myanmar gewählt, ehe er vier Tage später vom Parlament mit 360 von 652 Stimmen zum Präsidenten des Landes gewählt wurde. Am 30. März 2016 wurde er im Parlament in der Hauptstadt Naypyidaw offiziell vereidigt. Seine Amtszeit begann am 1. April 2016. Am 21. März 2018 erklärte er seinen Rücktritt. Laut der Verfassung muss das Parlament innerhalb von sieben Tagen einen Nachfolger bestimmen. Beobachtern zufolge hatte in den vorangegangenen Monaten der Armeechef Min Aung Hlaing an erheblichen Einfluss gewonnen.

### Privatleben
Er ist seit 1973 mit Su Su Lwin (* 1946) verheiratet, die ebenfalls Politikerin und Parlamentsabgeordnete ist. Sein Schwiegervater U Lwin (1924–2011) war einer der Gründer der Nationalen Liga für Demokratie.

### Literarisches Schaffen
Unter dem Pseudonym Dala Ban schrieb Htin Kyaw mehrere Bücher, unter anderem eine Biografie über seinen Vater.